# Clot de la Vinya
El Clot de la Vinya és una fondalada boscosa del poble de Clarà al municipi de Castellar de la Ribera (Solsonès) situada al nord del nucli de l'esmentat poble i pel fons de la qual s'hi escola la capçalera de les Sargeres de l'Alcerà.